# Jan Balabán
Jan Balabán, né le 29 janvier 1961 à Šumperk et mort le 23 avril 2010 à Ostrava, est un écrivain, journaliste et traducteur tchèque.

## Biographie
Jan Balabán vit depuis son enfance à Ostrava. Il étudie la littérature hongroise et anglaise à l'université Palacký à Olomouc. Il travaille après ses études comme traducteur et traduit notamment des textes de Howard Phillips Lovecraft et de  Terry Eagleton vers le tchèque. Balabán  écrit  aussi des critiques  sur les arts visuels dans des revues spécialisés et dans  les journaux.
Pendant ses études, Balabán  écrit des poèmes qui sont publiés dans la Revolver Revue. En collaboration avec le poète Petr Hruska, Balabán est l'éditeur de la revue littéraire  Obracena strana mesice.
Le prose de Balabáns se caractérise par des attributions réalistes et par le sens pour le détail. Beaucoup de ses textes ont des attributions autobiographiques et sortent du genius loci de son lieu de résidence Ostrava.

## Œuvres
- Středověk, Sfinga, 1995 — récits
- Boží lano, Vetus Via, 1998 - récits
- Prázdniny, Host, 1998 —récits
- Černý beran, Host, 2000 — roman
- Srdce draka, Aluze, 2001
- Kudy šel anděl, Vetus Via, 2003, Host, 2005  — roman
- Možná že odcházíme, Host, 2004 — récits
- Jsme tady, Host, 2006